# Alexander Lawton
Alexander Robert Lawton (ur. 4 listopada 1818, zm. 2 lipca 1896) − prawnik, polityk i generał-brygadier Armii Stanów Skonfederowanych, drugi Kwatermistrz Generalny CSA.

## Młodość
Lawton urodził się w okolicach Beaufort w stanie Karolina Południowa. Był synem Alexandra Jamesa Lawtona i Marty z domu Mosse. W roku 1839 ukończył United States Military Academy z 13. lokatą na 31 kadetów swego rocznika. Służył jako podporucznik 1 Regimencie Artylerii, ale w roku 1840 odszedł z wojska by studiować prawo. Wstąpił na Wydział Prawa Uniwersytetu Harvarda, a naukę ukończył egzaminem w roku 1842. Osiadł w Savannah, w stanie Georgia i zaczął praktykę adwokacką, pracując również jako administrator linii kolejowej i polityk stanowy.

## Wojna secesyjna
Lawton z radością przyjął secesję Georgii i zaraz wstąpił do CSA jako pułkownik 1 Regimentu Ochotniczego Georgii. Dowodził podczas zajmowania Fortu Pułaskiego w Savannah, co było pierwszym starciem zbrojnym na południu. 13 kwietnia 1861 roku otrzymał awans na generała-brygadiera z zadaniem obrony wybrzeża, czym zajmował się do czasu skierowania na front w Wirginii. Dowodził brygadą piechoty w czasie kampanii w dolinie Shenandoah Stonewalla Jacksona, w „bitwach siedmiodniowych” i w II bitwie nad Bull Run (zwanej także II bitwą pod Manassas). Po raz ostatni służył w polu podczas bitwy nad Antietam (pod Sharpsburgiem), gdzie dowodził dywizją ranionego gen-maj. Richarda Ewella. Rano 17 września 1862 roku Lawton został − na linii obrony Armii Północnej Wirginii − ciężko ranny. Zniesiony z pola bitwy do szpitala na tyłach przeżył, ale rekonwalescencja w domu trwała wiele miesięcy.
W sierpniu 1863 roku Lawton wrócił do służby i został mianowany Kwatermistrzem Generalnym Konfederacji. Mimo pełnego zaangażowania i poświęcenia nie był w stanie rozwiązać narastających problemów z zaopatrzeniem i źle obsługiwanymi liniami kolejowymi.

## Postbellum
Po zakończeniu wojny domowej Lawton wrócił do Georgii, gdzie zajmował różne stanowiska w administracji publicznej i szybko wyrósł na znaczącą postać w polityce. W roku 1880 przegrał wybory do Senatu USA po kampanii, która miała oznaczać zwycięstwo „Nowego Południa” nad „Starym Południem”. W 1882 roku został wybrany prezesem Amerykańskiego Stowarzyszenia Prawników, a pięć lat później wyjechał do Wiednia, gdzie objął stanowisko ambasadora USA przy rządzie Austro-Węgier, który to posterunek opuścił w roku 1889. Lawton zmarł w Clifton w 1896 roku.